# Hero Rupes
L'Hero Rupes è una struttura geologica della superficie di Mercurio.